# پازیکس
پازیکس (POSIX) که مخفف "‎ Portable Operating System Interface [for Unix]‎" است، عبارت است از مجموعه استانداردهایی که برای نام‌گذاری و تعریف شمایل رابط برنامه‌نویسی کاربردی در محیط‌های شبه-یونیکس در آی‌تریپل‌ای تعریف شده‌اند. این استانداردها تحت نام کلی IEEE 1003 و ISO/IEC 9945 شناخته می‌شوند، امکان همسان‌سازی، ارتباط و پورت کردن آسان‌تر بین محیط‌های یادشده را فراهم می‌آورد. واژهٔ پازیکس پیشنهاد بنیان‌گذار بنیاد نرم‌افزار آزاد، ریچارد استالمن بود.
این استاندارد را می‌توان در مورد هر سیستم‌عامل دیگری هم به کار گرفت. استاندارد اولیه پازیکس، IEEE Std 1003.1-1988 بود که مجموعهٔ به‌روز شده آن، ISO/IEC 9945 خوانده می‌شود.
این استاندارد، شامل ۱۷ سند جداگانه است که استانداردهای خط فرمان، رابط اسکریپت‌نویسی، برنامه‌های سطح کاربر، سرویس‌های و ابزارهایی مثل awk و Echo و ویرایشگر ed را به همراه ورودی خروجی‌های استاندارد (فایل، ترمینال، شبکه) و threadها و غیره را تعریف کرده است.
اسناد پازیکس، به سه بخش، تقسیم شده‌اند:
- APIهای کرنل
- دستورها و ابزارها
- تست‌های مربوط به بررسی تطابق با پازیکس

برخی از سیستم‌عامل‌های کاملاً سازگار با پازیکس عبارت هستند از BSD/OS, HP-UX، مک اواس، مینیکس و سولاریس و OpenSolaris. لازم است ذکر شود که سیستم‌عامل‌های فری بی‌اس‌دی، گنو/لینوکس، NetBSD, OpenBSD از جمله سیستم‌عامل‌هایی هستند که تا حد زیادی سازگاری با پازیکس را حفظ کرده‌اند.
در نهایت باید ذکر شود که سیستم‌عامل‌های دیگر هم از طریق لایه‌های مترجم و ابزارهای تطبیق دهنده، به سمت سازگاری با پازیکس حرکت کرده‌اند. از جملهٔ این سیستم‌عامل‌ها، می‌توان به سیمبیان ۹، ویندوز NT و XP (حرفه‌ای با سرویس پک یک به بعد)، ویندوز سرور ۲۰۰۳ و ویندوز ویستا اشاره کرد.